# Aldgate (Metropolitano de Londres)
Aldgate é uma estação do Metrô de Londres perto de Aldgate, na Cidade de Londres. A estação está na linha Circle entre Tower Hill e Liverpool Street, e é o terminal leste da linha Metropolitan. Está na Zona 1 do Travelcard.
Aldgate foi inaugurada em 1876 com sua entrada na Aldgate High Street. Uma estação chamada Aldgate East foi inaugurada nas proximidades oito anos depois e é servida hoje pelas linhas District e Hammersmith & City.

## História
A rota inicialmente proposta corria para o sul de Moorgate até a Cannon Street, mas logo foi alterada para o alinhamento atual para permitir a conexão com três terminais adicionais: Liverpool Street, Broad Street e Fenchurch Street. No entanto, essa mudança também forçou uma duplicação desajeitada em Aldgate, reduzindo a conveniência da linha para o tráfego local e aumentando muito o custo de construção devido aos altos preços na cidade de Londres.  A construção também foi adiada porque a estação estava no local de um poço de peste atrás de St Botolph's Aldgate, que contém cerca de 1.000 corpos.
A estação de Aldgate foi inaugurada em 18 de novembro de 1876, com uma extensão para o sul até Tower Hill abrindo em 25 de setembro de 1882, completando o Círculo (linha Circle). Os serviços de Aldgate originalmente corriam mais para o oeste do que agora, chegando até Richmond.
O galpão do trem de 1876 sobreviveu, escondido da rua pelo prédio posterior da fachada da estação erguido em 1926. Isso foi projetado por Charles Walter Clark, arquiteto-chefe da Metropolitan Railway, entre 1911 e 1933.
O edifício da estação tem uma fachada de seis vãos revestida em faiança branca com características originais, incluindo fachadas de lojas dos anos 1920 com mármore verde e granito rosa, um dossel semi-hexagonal de vidro e metal suspenso por elegantes laços de metal, janelas de primeiro andar com luz de chumbo, cornija dentada, dois suportes de lâmpadas ornamentais e um friso com letras moldadas e o monograma da Metropolitan Railway.
Aldgate tornou-se o terminal da linha Metropolitan em 1941. Antes disso, os trens da Metropolitan seguiam para o terminal sul da East London Line.
Em 2005, um dos quatro homens-bomba envolvidos nos atentados terroristas de 7 de julho detonou um dispositivo em um trem da linha C-stock Circle da Liverpool Street e se aproximava de Aldgate. Sete passageiros morreram no bombardeio. Das estações afetadas pelos atentados, Aldgate foi a primeira a ser reaberta, depois que a polícia devolveu o controle do local ao Metrô de Londres após uma extensa busca por evidências. Assim que o túnel danificado foi reparado pelos engenheiros da Metronet, as linhas foram reabertas. Isso também permitiu que a linha metropolitana fosse totalmente restaurada, já que o fechamento significava que todos os trens deveriam ser encerrados duas estações antes, em Moorgate.

## Serviços
Na linha Circle, o serviço fora do horário de pico medido em trens por hora (tph) é:
- 6 tph no sentido horário para Edgware Road via Embankment;[11][12]
- 6 tph no sentido anti-horário para Hammersmith via King's Cross St. Pancras.[11][13]

Na linha Metropolitan, o serviço típico fora do horário de pico em trens por hora é:
- 2 tph em direção ao norte para Amersham;[14][15]
- 2 tph em direção ao norte para Chesham;[14][15]
- 8 tph em direção ao norte para Uxbridge.[14][15]
- 12 tph terminando em Aldgate

Durante os horários de pico, também há serviços adicionais de linhas metropolitanas rápidas e semirrápidas, com alguns seguindo a rota de e para Watford.

## Conexões
As linhas de ônibus de Londres 15, 25, 42, 78, 100, 115, 135, 205, 242, 254, 343 e as linhas noturnas N15, N25, N205, N253, N550 e N551 servem a estação.